# Synagoge (Broken Hill)

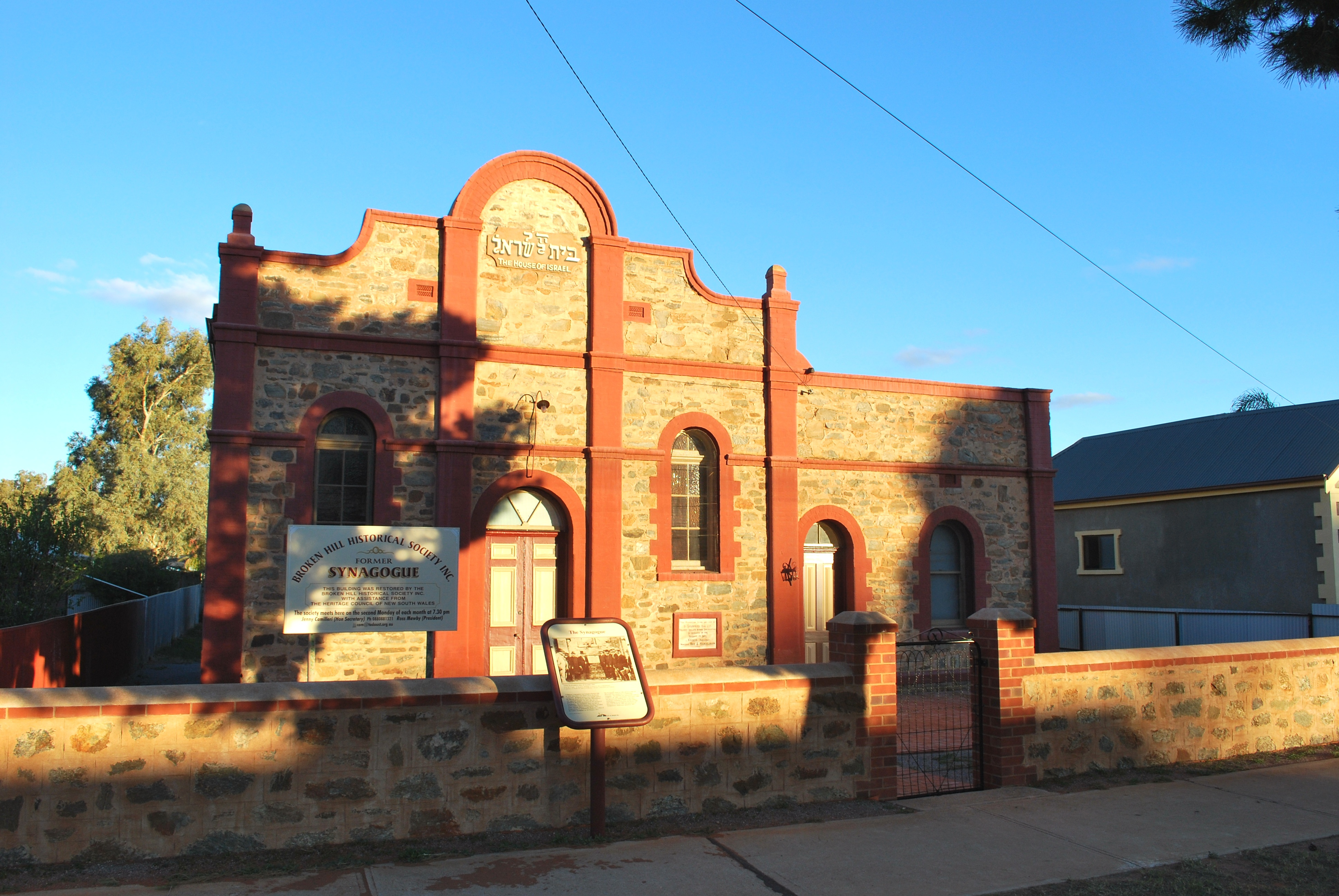
Synagoge in Broken Hill

Die Synagoge in Broken Hill, einer Stadt des australischen Bundesstaates New South Wales, wurde 1910 errichtet. Die profanierte Synagoge in der Wolfram Street ist ein geschütztes Baudenkmal.
Die Synagoge wird heute von der Historical society genutzt und beherbergt das Synagogue of the Outback Museum.